# Elesbão Veloso
Elesbão Veloso est une municipalité brésilienne située dans l'État du Piauí.